# کوسی کامو
 کوسی کامو (انگلیسی: Kosei Kamo؛ زادهٔ ۱۰ مهٔ ۱۹۳۲ مرگ ۶ ژانویهٔ ۲۰۱۷ (۸۴ سال)) یک تنیس‌باز اهل ژاپن بود.